# Totem
Totem je riječ indijanskog podrijetla, nastala od Chippewskog ototeman (Cree: ototema) u doslovnom značenju »rodbina po maternici« (eng. uterine kin), često puta iskrivljeno prevađano kao 'njegovi rođaci' i slično. Riječ označava klanski odnos među ljudima, rodovsku i krvnu srodnost, kao i simbol kultne naravi, prije svega životinjske, koji su većinom skupno vezani i prema svojim štovateljima stoje u funkcionalnom odnosu.

## Totemski stupovi
Totemski stupovi pacifičkih domorodačkih naroda Sjeverne Amerike izrezbareni su monumentalni stupovi s mnogo različitih motiva (medvjedi, ptice, žabe, ljudi i razna nadnaravna bića). Oni imaju višestruku svrhu u zajednicama koje ih proizvode. Slično drugim oblicima heraldike mogu funkcionirati kao grbovi obitelji ili poglavica, prepričavati priče tih obitelji ili poglavice ili obilježavati posebne prigode. Poznato je da se te priče čitaju od dna prema vrhu stupa.[nedostaje izvor]